# Knúkur (Svínoy)
Knúkur (Svínoy) è un rilievo alto 460 metri sul mare situato sull'isola di Svínoy, nell'arcipelago delle Isole Fær Øer, in Danimarca.